# November Rain
November Rain, skriven av Axl Rose, är en powerballad inspelad av hårdrocksgruppen Guns N' Roses på studioalbumet Use Your Illusion I från 1991, och i juni 1992 släppt på singel. Då videon kom 1992 blev den en av de mest önskade på MTV, och tilldelades MTV Video Music Award för Best Cinematography. Eftersom November Rain varar i nästan nio minuter brukar en förkortad sex minuters version spelas i radio. 

## Orkestern
Hela orkesterpartiet är egentligen gjort av Axl Rose på keyboard.

## Medverkande
Guns N' Roses
- Axl Rose – sång, piano, keyboard orkester, synthprogrammering, kör, produktion
- Slash – sologitarr, produktion
- Izzy Stradlin – kompgitarr, bakgrundssång, produktion
- Duff McKagan – elbas, bakgrundssång, produktion
- Matt Sorum – trummor, bakgrundssång, kör, produktion
- Dizzy Reed – bakgrundssång, produktion

Andra medverkande
- Shannon Hoon – bakgrundssång, kör
- Johann Langlie – synthprogrammering
- Reba Shaw – bakgrundssång, kör
- Stuart Bailey – bakgrundssång, kör

## Certifikat
| Land          | Cerifikat | Årtal          | Försäljningscerifikat |
| ------------- | --------- | -------------- | --------------------- |
| Tyskland      | Guld      | 1992           | 150 000               |
| Nederländerna | Guld      | 1992           | 40 000                |
| USA           | Guld      | 5 augusti 1992 | 500 000               |

## Listor
| Lista (1992)                               | Topplacering |
| ------------------------------------------ | ------------ |
| Australien                                 | 5            |
| Österrike                                  | 27           |
| Nederländerna                              | 3            |
| Frankrike                                  | 18           |
| Tyskland                                   | 9            |
| Republiken Irland                          | 3            |
| Norge                                      | 7            |
| Sverige                                    | 38           |
| Schweiz                                    | 8            |
| Storbritannien                             | 4            |
| USA (Billboard Hot 100)                    | 3            |
| USA (Billboard Hot Mainstream Rock Tracks) | 15           |
| USA (Billboard Top 40 Mainstream)          | 19           |